# 小花丝柱龙胆
小花丝柱龙胆（学名：Gentiana filistyla var. parviflora）为龙胆科龙胆属丝柱龙胆的变种。分布在中国大陆的西藏、云南等地，生长于海拔4,200米的地区，常生长在山坡，目前尚未由人工引种栽培。